# 잡학
잡학(雜學)은 여러 방면에 걸쳐 체계가 서지 않은 단편적이고 잡다한 지식이나 학문을 말한다. 비슷한 말로 별 쓸모 없는 하찮은 지식이나 상식을 뜻하는 트리비아(영어: trivia)도 쓰인다. 퀴즈 쇼 따위에서 이러한 단편적인 지식을 문제로 내기도 한다.
'트리비아'라는 용어의 현대적 사용은 대학생들이 대학에 질의응답 대회를 도입했던 1960년대로 거슬러 올라간다. 보드 게임인 "Trivial Pursuit"(트리비얼 퍼슈트)가 1982년에 이러한 콘테스트와 같은 맥락으로 출시되었다. 현대적인 사용이 시작된 이래 트리비아 콘테스트는 바, 레스토랑과 같은 캐주얼한 장소뿐만 아니라 다양한 학문적 수준에서 확립되었다.

## 같이 보기
- 상식
- 스펀지 0: 여러 잡학을 소개하는 텔레비전 프로그램
- 자명성

## 참고 문헌
1. ↑  “표준국어대사전 - 잡학”. 국립국어원.
2. ↑  “네이버 영어사전 - trivia”. NHN.